# 医書大全
『医書大全』（いしょたいぜん）は、明代の医師・熊宗立による医学書。全10冊。
熊宗立は字は道軒。現在の福建省出身とされる。正統3年（1438年）間に漢方医学の代表的な医学書『八十一難経』の注釈書・『勿聴子俗解八十一難経』を執筆したことで知られている。同書の正確な編纂年次は不明だが、後年日本で刊行されたものは成化年間の版とされており、それ以前の著作と推定される。元代の孫允賢が書いた『医方集成』を増補した熊彦明の『医方大成』を更に熊宗立が平易化・再構成したものと言われている。
日本では戦国時代の享禄元年（1528年）に、堺の医師・阿佐井野宗瑞が復刻したもの（「堺版」）が知られている。日本にはそれ以前にも『医心方』・『福田方』のような医学書は存在したが、世間に向けて本格的に刊行されたものでは最古の書となる。
第1冊目に序文、第2冊目に「熊均」という人物の署名が入った『医学源流』という書が入り、第3冊目以後に『医学大全』（巻1－24）が置かれている。『医学源流』の署名者である「熊均」は熊宗立の別名とするのが通説であるが、熊彦明あるいは全くの第三者の著作であったものを熊宗立が自著の中に取り込んだのではないかとする異説もある。